# Dominique Dupuy (Biologe)

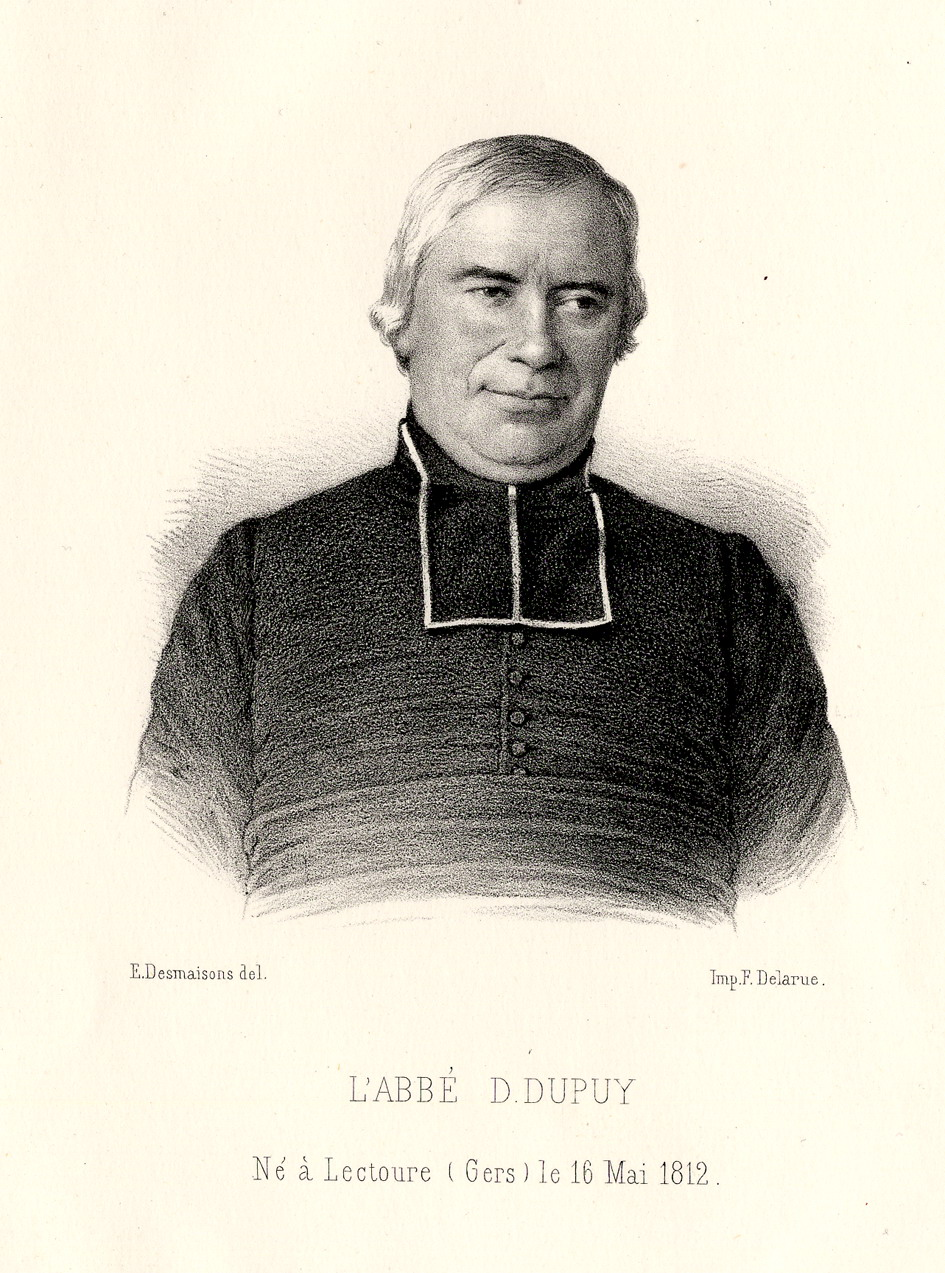
Dominique Dupuy

Dominique Dupuy (* 16. Mai 1812 in Lectoure; † 23. September 1885 ebenda) war ein französischer Geistlicher und Naturforscher. Sein offizielles botanisches Autorenkürzel lautet „Dupuy“.

## Leben
Er war Mitglied der Société Départementale d'Agriculture et d'Horticulture du Gers, der Société Botanique de France und der Société d'Histoire Naturelle de Toulouse. 1873 wurde er Ritter der Ehrenlegion.
Abbé Dupuy, der 1837 ordiniert wurde, war Lehrer in Schulen des Erzbischofs von Auch, zuerst ab 1833 als Professor für Mathematik und Naturgeschichte in Gimont und 1837 bis 1873 Professor für Naturgeschichte am Kleinen Seminar (Petit Séminaire) in Auch.  Er veröffentlichte über Mollusken, Botanik und Entomologie und schrieb eine Autobiographie.
1861 wurde er Ehren-Kanoniker. Von ihm stammen einige Erstbeschreibungen wie die Bauchige Windelschnecke, Cochlostoma nouleti und Cochlostoma crassilabrum.
Seine Conchyliensammlung ist im Naturgeschichtsmuseum von Toulouse.

## Schriften
- Essai sur les Mollusques terrestres et fluviatiles et leurs coquilles vivantes et fossiles du département du Gers, Auch 1843
- Histoire naturelle des mollusques terrestres et d'eau douce qui vivent en France, Paris: Masson, 1847 bis 1852, Biodiversity Library
- Florule du departement du Gers et des contrées voisines, Auch 1847
- Le Livre de race de l'espèce bovine du Gers et spécialement de la race gasconne, 1862
- L'Abeille pomologique, 1862
- De la Culture du framboisier en France, 1863
- Du Ver de la vigne, 1864
- Mémoires d’un botaniste accompagnées de la florule des stations des chemins de fer du Midi dans le Gers, 1868